# Fauna petita amb closca

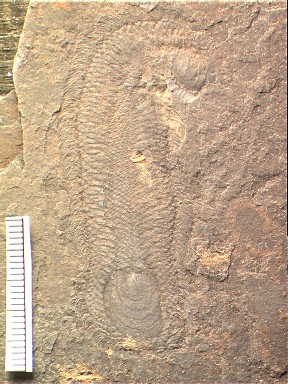
Fòssil dHalkieria en el qual es poden apreciar nombroses esclerites als flancs i l'esquena, així com closques amb forma de tap als extrems.

La fauna petita amb closca (FPC), dita igualment fòssils petits amb closca (FPC) o fòssils esquelètics primitius (FEP) es compon de tot un seguit de fòssils mineralitzats d'alguns mil·límetres de llargada que apareixen gairebé contínuament en el registre fòssil des del final de l'Ediacarià fins a la darreria del Cambrià inferior. Es tracta d'un conjunt tremendament heterogeni que encara no ha estat definit formalment. Pràcticament tots els FPC provenen d'estrats més antics que fòssils més coneguts, com ara els trilobits. La majoria es conservaren gràcies a una capa de fosfat que els cobrí poc després de la mort; com que aquest fenomen és poc habitual en altres moments de la història de la Terra, no es pot descartar que aquests animals també haguessin existit abans de l'Ediacarià superior o després del Cambrià inferior.
Alguns d'aquests fòssils semblen representar tota la part esquelètica de petits organismes, com és el cas del misteriós Cloudina o alguns mol·luscs similars als llimacs. Amb tot, la gran majoria d'aquests fòssils són fragments o restes desarticulades d'organismes més grossos, entre ells esponges, mol·luscs, braquiòpodes, equinoderms i animals similars als onicòfors que podrien ser pròxims als artròpodes ancestrals.
Una de les primeres explicacions de l'aparició d'aquests fòssils i, per tant, de l'evolució dels esquelets mineralitzats, seria un augment sobtat de la concentració de calci de l'oceà. Tot i així, molts SSF estan fets d'altres minerals, com ara silici. Com que els primers SSF apareixen al mateix temps que els organismes que van començar a excavar per evitar la depredació, és més probable que representin els primers passos en una carrera armamentística evolutiva entre depredador i presa, cada cop amb millors defenses. D'altra banda, els esquelets mineralitzats podrien haver evolucionat simplement perquè són més forts i menys costosos de produir que els esquelets totalment orgànics com els dels insectes. Igualment, els animals devien fer servir els minerals que tenien més a l'abast.
Encara que la mida petita i la naturalesa sovint fragmentària d'aquests fòssils fan que siguin difícils d'identificar i classificar, ens proporcionen evidències molt importants de com van evolucionar els principals grups d'invertebrats marins, i particularment del ritme i patró de l'evolució de l'explosió cambriana. A més d'incloure els primers representants coneguts d'alguns fílums moderns, aqust fòssils tenen el gran avantatge de presentar un registre gairebé continu dels primers organismes del Cambrià amb cossos que inclouen parts dures.

## Evolució dels esquelets i biomineralització
La biomineralització és la producció de parts mineralitzades per part dels organismes. Les hipòtesis per explicar l'evolució de la biomineralització inclouen l'adaptació fisiològica a la química canviant dels oceans, la defensa contra els depredadors i l'oportunitat de créixer de mida corporal. Les funcions de la biomineralització en les SSF varien: algunes encara no s'entén a quina part de l'animal corresponien; algunes són components d'armadures externes; i algunes són esquelets. Un esquelet és qualsevol estructura prou rígida d'un animal, independentment de si té articulacions o de si està biomineralitzat. Tot i que alguns SSF poden no ser esquelets, els SSF estan biomineralitzats per definició ja que són cloves. Els esquelets ofereixen un ampli ventall de possibles avantatges, que inclouen: protecció, suport, fixació a una superfície, un conjunt de palanques sobre les quals actuen els músculs, tracció per al desplaçament sobre una superfície, manipulació d'aliments, un seguit de cambres de filtració, o un emmagatzematge de substàncies essencials.
S'ha suggerit que la biomineralització va evolucionar com a resposta a un augment de la concentració de calci al mar, que es va produir al voltant del límit Ediacarà-Cambrià, i que el principal benefici de la biomineralització era emmagatzemar inofensivament minerals que podrien haver alterat els processos interns dels organismes. Per exemple, Mikhail A. Fedonkin va suggerir que un augment de la longitud de les cadenes alimentàries hi podria haver contribuït, ja que els animals als graons superiors de la cadena alimentària acumulen quantitats més grans de productes de rebuig i toxines en relació amb la mida corporal, i la biomineralització podria haver estat una manera d'aïllar l'excés de carbonats o silicats consumits amb les preses. No obstant això, la biomineralització d'un esquelet és una manera bastant cara d'eliminar de manera segura l'excés de minerals, ja que el principal cost de construcció és la matriu orgànica, principalment proteïnes i polisacàrids, amb la qual es combinen els minerals per formar materials compostos. La idea que la biomineralització va ser una resposta als canvis en la química de l'oceà també es veu soscavada pel fet que els SSF fets de calcita, aragonita, fosfat de calci o sílice van aparèixer pràcticament simultàniament en tota una varietat d'entorns.
Els organismes excavadors per evitar la depredació van aparèixer gairebé al mateix temps. Jerzy Dzik va suggerir que la biomineralització dels esquelets era una defensa contra els depredadors, que va marcar l'inici d'una carrera armamentística evolutiva. Va citar com un altre exemple de defenses dures d'aquest període el fet que els primers "esquelets" protectors incloïen col·leccions d'objectes inorgànics enganxats, per exemple, el primer cuc Onuphionella del Cambrià inferior es construïa un tub cobert amb escates de mica. Aquesta estratègia requeria tant adaptacions anatòmiques que permetessin als organismes recollir i enganxar objectes com també sistemes nerviosos prou sofisticats per coordinar aquest comportament.
D'altra banda, Bernard Cohen va argumentar que els esquelets biomineralitzats van sorgir per raons "d'enginyeria", més que com a defenses. Hi ha moltes altres estratègies defensives disponibles per als animals de presa, com ara la mobilitat i els sentits aguts, les defenses químiques i l'ocultació. Els compostos orgànics minerals són més forts i més barats de construir que els esquelets totalment orgànics, i aquests dos avantatges haurien fet possible que els animals fossin més grans i, en alguns casos, més musculosos, ja que en animals més enllà d'una certa mida, els músculs més grans produeixen forces que no poden suportar els esquelets totalment orgànics, que no són prou rígids. Per exemple, el desenvolupament dels braquiòpodes moderns inclou una progressió de cloves totalment orgàniques a compostes minerals orgàniques, que pot ser una pista del seu desenvolupament evolutiu. L'evolució dels exoesquelets biomineralitzats rígids podria haver iniciat una carrera armamentística en la qual els depredadors van desenvolupar eines de perforació o armes químiques capaces de penetrar les cloves, i llavors algunes preses van desenvolupar cloves més pesades i més dures, etc.
Fedonkin va suggerir una altra explicació per a l'aparició de la biomineralització pels volts de l'inici del Cambrià: la biota de l'Ediacarà va evolucionar i créixer en aigües fredes, i això devia alentir el metabolisme i no deixava prou energia sobrera per a la biomineralització; però hi ha indicis d'escalfament global pels volts de l'inici del Cambrià, que hauria facilitat la biomineralització. Un patró similar és visible en els animals marins de l'actualitat, ja que els esquelets biomineralitzats són més rars i més fràgils en aigües polars que als tròpics.

## Distribució geogràfica
Faunes riques de SSF s'han trobat a la Xina, Mongòlia, Rússia, el Kazakhstan, Austràlia i l'Antàrtida. Lleugerament menys diversificades són les faunes de l'Índia, el Pakistan, l'Iran, Europa i Amèrica del Nord.